# Прибірська волость
Прибірська волость — адміністративно-територіальна одиниця Радомисльського повіту (з 1919 року - Чорнобильського повіту) Київської губернії з центром у селі Прибірськ.
Станом на 1886 рік складалася з 18 поселень, 15 сільських громад. Населення — 7049 осіб (3606 чоловічої статі та 3443 — жіночої), 679 дворових господарств.
|                     | Площа, десятин | У тому числі орної, дес. |
| ------------------- | -------------- | ------------------------ |
| Сільських громад    | 10860          | 7439                     |
| Приватної власності | 30197          | 2418                     |
| Іншої власності     | 135            | 72                       |
| Загалом             | 41192          | 9929                     |

Поселення волості:
- Прибірськ  — колишнє власницьке село за 90 версти від повітового міста, 584 особи, 106 дворів, православна церква, школа, постоялий двір, постоялий будинок. За 15 верст — старообрядницька колонія Красилівка з 969 мешканцями, молитовним будинком, постоялим двором, постоялим будинком, 2 лавками. За 3 версти — винокурний завод із кузнею. За 6 верст — винокурний завод. За 15 версти — винокурний завод із постоялим будинком. За 20 верст — лісова контора.
- Карпилівка — колишнє власницьке село при річці Вересня, 243 особи, 33 двори, православна церква, постоялий будинок.
- Сукачі — колишнє власницьке село при річці Болотна, 500 осіб, 61 двір, постоялий будинок.

Старшинами волості були:
- 1909—1910 року — Тарас Якович Бондаренко[2],[3];
- 1912—1913 роках — Яків Іванович Розсоха[4],[5];
- 1915 року — Зіновій Максимович Марченко[6].